# Gălbinași (gmina w okręgu Călărași)
Gălbinași – gmina w Rumunii, w okręgu Călărași. Obejmuje tylko jedną miejscowość Gălbinași. W 2011 roku liczyła 3772 mieszkańców. 